# Свердловский губернский банк
Свердловский губернский банк — крупный банк Екатеринбурга, уполномоченный банк Правительства Свердловской области. Существовал в 1994—2011 годах.

## История
Банк создан в 1994 году в Москве и первоначально именовался как ТОО «Коммерческий банк „Инкор-банк“». Учредителями стали Государственная инвестиционная корпорация (Госинкор) и Гута-банк. Председателем совета директоров банка стал Юрий Петров — президент Госинкора и бывший руководитель Администрации Президента РФ.
В 1997 году к Инкор-банку был присоединён екатеринбургский банк «УралКИБ» (Уральский коммерческий индустриальный банк). В связи с этим Инкор-банк переехал в Екатеринбург. 9 января 1998 года Инкор-банк переименован в ООО «Свердловский губернский банк». 28 января утверждён уполномоченным банком Правительства Свердловской области. 4 октября 2000 года реорганизован в закрытое акционерное общество (ЗАО «СБ «Губернский»). В июне 2008 года реорганизован в открытое акционерное общество («СБ «Губернский» (ОАО)).
18 июля 2011 года ликвидирован (присоединён к ОАО Банк «Открытие»).

## Деятельность
Перед кризисом 2008 года банк входил в число 150 крупнейших банков России по стоимости активов. Клиентами банка являются крупнейшие предприятия металлургии, энергетики, дорожного хозяйства, торговли, транспорта связи и строительного комплекса Свердловской области, а также муниципалитеты.
По состоянию на 01.07.2008 чистые активы банка составляли 16 755,4 млн руб. (129-е место), собственный капитал - 1 782 млн руб. (161-е место).

## Собственники и руководство
Первоначальными акционерами банка были Государственная инвестиционная корпорация (25 %), Гута-банк (20 %) и ряд юридических лиц, близких Ю. В. Петрову. К 2002 году пакет Госинкора почти целиком перешёл Министерству имущественных отношений РФ (24,12 %), а 25 % акций оказались в собственности Правительства Свердловской области. Летом 2004 года, после кризиса в Гута-банке, пакет акций, контролировавшийся фирмами Петрова, перешёл компаниям, близким к Правительству Свердловской области , в 2006 году к ним перешёл и госпакет в 24,12 % акций.
До 2003 года (с перерывом в 1996—1998 годах) совет директоров банка возглавлял Ю. В. Петров. С 2003 года совет директоров банка возглавил первый заместитель председателя Правительства Свердловской области.
В октябре 2008 года в ряде крупных банков области, в том числе и в Свердловском губернском банке, возник «кризис ликвидности», и 30 октября 2008 года губернатор области Э. Э. Россель на пресс-конференции заявил о продаже Свердловского губернского банка группе «Синара» Д. А. Пумпянского и предстоящем объединении его с СКБ-банком, также традиционно близким к руководству области. В ноябре 2008 года в собственность группы «Синара» перешли все акции банка, за исключением 25-процентного пакета правительства области.
Председателем правления банка с 2002 года был Александр Викторович Иванов. В декабре 2008 года на пост председателя правления банка представлена кандидатура С. Н. Прыгунова — бывшего заместителя председателя правления СКБ-банка.
19 января 2009 года на внеочередном собрании акционеров банка был избран новый совет директоров, состоящий из менеджмента СКБ-банка и группы «Синара»; из старого состава совета остался только представитель областных властей Михаил Максимов. Численность самого совета директоров была уменьшена с 10 человек до 5, а его председателем был избран М. Я. Ходоровский, возглавляющий совет директоров СКБ-банка. В тот же день председателем правления банка был утверждён Сергей Николаевич Прыгунов.
В июле 2010 года новым собственником банка стала финансовая корпорация «Открытие». К июлю 2011 года она завершила мероприятия по оздоровлению (санации) банка, и 18 июля 2011 года он был присоединён к коммерческому банку «Открытие», в котором на базе Свердловского губернского банка были созданы филиалы «Губернский» и «Уфимский».

### Председатели совета директоров
- Петров Юрий Владимирович (июль 1994 — май 1996) — президент Государственной инвестиционной корпорации
- Кузнецов Александр Львович (май 1996 — май 1997)
- Венидиктов Александр Трифонович (май 1997 — март 1998)
- Петров Юрий Владимирович (март 1998 — июнь 2003)
- Ковалёва Галина Алексеевна (июнь 2003 — февраль 2008) — 1-й заместитель председателя Правительства Свердловской области
- Максимов Михаил Игоревич (18 февраля 2008 — 19 января 2009) — 1-й заместитель председателя Правительства Свердловской области
- Ходоровский Михаил Яковлевич (19 января 2009 — 21 декабря 2010)
- Демидова Нина Геннадьевна (декабрь 2010 — июль 2011)

### Председатели правления
- Катасонов Александр Сергеевич (июль 1994 — май 1996)
- Чичикашвили Дмитрий Амиранович (май 1996 — май 1997)
- Косов Владимир Леонидович (май 1997 — март 1998)
- Зеленкин Алексей Витальевич (июнь 1998 — май 2001)
- Муранова Валентина Владимировна (сентябрь 2001 — август 2002) — президент Уральского банковского союза с 2003 г.
- Иванов Александр Викторович (сентябрь 2002 — декабрь 2008) — также секретарь Ленинского районного отделения партии «Единая Россия» с 31 июля 2007 г.[9]
- Лазарев Константин Владимирович (и.о. 8 декабря 2008 — 19 января 2009)
- Прыгунов Сергей Николаевич (с 19 января 2009 года)